# Sport-Verein Werder von 1899 2022-2023
Questa voce raccoglie le informazioni riguardanti il Sport-Verein Werder von 1899  nelle competizioni ufficiali della stagione calcistica 2022-2023.

## Maglie e divise
| Prima divisa | Seconda divisa | Terza divisa |

## Rosa
In corsivo i calciatori ceduti durante la stagione
| N. |                      | Ruolo | Calciatore           |
| -- | -------------------- | ----- | -------------------- |
| 1  | Rep. Ceca (bandiera) | P     | Jiří Pavlenka        |
| 3  | Germania (bandiera)  | D     | Anthony Jung         |
| 4  | Germania (bandiera)  | D     | Niklas Stark         |
| 5  | Germania (bandiera)  | D     | Amos Pieper          |
| 6  | Danimarca (bandiera) | C     | Jens Stage           |
| 7  | Germania (bandiera)  | A     | Marvin Ducksch       |
| 8  | Germania (bandiera)  | C     | Mitchell Weiser      |
| 9  | Scozia (bandiera)    | A     | Oliver Burke         |
| 10 | Germania (bandiera)  | C     | Leonardo Bittencourt |
| 11 | Germania (bandiera)  | A     | Niclas Füllkrug      |
| 13 | Serbia (bandiera)    | D     | Miloš Veljković      |
| 17 | Germania (bandiera)  | A     | Maximilian Philipp   |
| 19 | Togo (bandiera)      | A     | Dikeni Salifou       |
| 20 | Austria (bandiera)   | C     | Romano Schmid        |
| 21 | Germania (bandiera)  | A     | Eren Dinkçi          |

| N. |                        | Ruolo | Calciatore              |
| -- | ---------------------- | ----- | ----------------------- |
| 22 | Germania (bandiera)    | C     | Niklas Schmidt          |
| 23 | Germania (bandiera)    | C     | Nicolai Rapp            |
| 24 | Germania (bandiera)    | D     | Benjamin Goller         |
| 26 | Inghilterra (bandiera) | D     | Lee Buchanan            |
| 27 | Germania (bandiera)    | D     | Felix Agu               |
| 28 | Bulgaria (bandiera)    | C     | Ilija Gruev             |
| 30 | Germania (bandiera)    | P     | Michael Zetterer        |
| 32 | Austria (bandiera)     | D     | Marco Friedl (capitano) |
| 34 | Germania (bandiera)    | C     | Jean-Manuel Mbom        |
| 36 | Germania (bandiera)    | D     | Christian Groß          |
| 37 | Germania (bandiera)    | P     | Mio Backhaus            |
| 38 | Germania (bandiera)    | P     | Dudu                    |
| 39 | Italia (bandiera)      | D     | Fabio Chiarodia         |
| 40 | Germania (bandiera)    | P     | Louis Lord              |

## Calciomercato

### Sessione estiva
| Acquisti | Acquisti        | Acquisti          | Acquisti                 |
| R.       | Nome            | da                | Modalità                 |
| -------- | --------------- | ----------------- | ------------------------ |
| C        | Jens Stage      | Copenaghen        | definitivo (4 milioni €) |
| D        | Niklas Stark    | Hertha Berlino    | gratuito                 |
| D        | Amos Pieper     | Arminia Bielefeld | gratuito                 |
| A        | Oliver Burke    | Sheffield Utd     | gratuito                 |
| D        | Lee Buchanan    | Derby County      | gratuito                 |
| D        | Mitchell Weiser | Bayer Leverkusen  | gratuito                 |
| A        | Benjamin Goller | Karlsruhe         | fine prestito            |
| P        | Dudu            | Nordsjælland      | fine prestito            |

| Cessioni | Cessioni          | Cessioni           | Cessioni                   |
| R.       | Nome              | da                 | Modalità                   |
| -------- | ----------------- | ------------------ | -------------------------- |
| D        | Maik Nawrocki     | Legia Varsavia     | definitivo (1,5 milioni €) |
| A        | Jan-Niklas Beste  | Heidenheim         | definitivo (350 mila €)    |
| D        | Ömer Toprak       | Antalyaspor        | gratuito                   |
| D        | Simon Straudi     | Austria Klagenfurt | gratuito                   |
| A        | Kebba Badjie      | Oldenburg          | gratuito                   |
| A        | Nick Woltemade    | Elversberg         | prestito                   |
| A        | Oscar Schönfelder | Jahn Ratisbona     | prestito                   |
| A        | Abdenego Nankishi | Heracles Almelo    | prestito                   |
| D        | Park Kyu-hyun     | Dinamo Dresda      | prestito                   |
| P        | Luca Plogmann     |                    | svincolato                 |
| D        | Lars Lukas Mai    | Bayern Monaco      | fine prestito              |
| A        | Roger Assalé      | Digione            | fine prestito              |

### Sessione invernale
| Acquisti | Acquisti           | Acquisti  | Acquisti |
| R.       | Nome               | da        | Modalità |
| -------- | ------------------ | --------- | -------- |
| A        | Maximilian Philipp | Wolfsburg | prestito |

| Cessioni | Cessioni        | Cessioni       | Cessioni |
| R.       | Nome            | da             | Modalità |
| -------- | --------------- | -------------- | -------- |
| A        | Benjamin Goller | Norimberga     | n.d.     |
| A        | Oliver Burke    | Millwall       | prestito |
| C        | Nicolai Rapp    | Kaiserslautern | prestito |

## Risultati

### Fußball-Bundesliga

#### Girone di andata
| Arbitro: | Stegemann (Niederkassel) |

|                              |           |                              |
| L. Nmecha 11’ Guilavogui 84’ | Marcatori | 21’ Füllkrug 23’ Bittencourt |

| Arbitro: | Hartmann (Wangen) |

|                         |           |                    |
| Füllkrug 4’ Burke 90+5’ | Marcatori | 38’ Endō 77’ Silas |

| Arbitro: | Badstübner (Norimberga) |

|                            |           |                                        |
| Brandt 45+2’ Guerreiro 77’ | Marcatori | 89’ Buchanan 90+3’ Schmidt 90+5’ Burke |

| Arbitro: | Ittrich (Amburgo) |

|                                                |           |                                               |
| Jung 14’ Bittencourt 17’ Füllkrug 90+2’ (rig.) | Marcatori | 2’ Götze 32’ Kolo Muani 39’ Lindstrøm 48’ Sow |

| Arbitro: | Schröder (Hannover) |

|  |           |                            |
|  | Marcatori | 86’, 90+2’ (rig.) Füllkrug |

| Arbitro: | Petersen (Stoccarda) |

|  |           |               |
|  | Marcatori | 63’ Demirović |

| Arbitro: | Welz (Wiesbaden) |

|              |           |               |
| Demirbay 57’ | Marcatori | 82’ Veljković |

| Arbitro: | Jöllenbeck |

|                                                              |           |               |
| Füllkrug 5’, 13’ Ducksch 8’ Bensebaini 37’ (aut.) Weiser 73’ | Marcatori | 63’ M. Thuram |

| Arbitro: | Cortus (Röthenbach ) |

|            |           |                                 |
| Dabbur 32’ | Marcatori | 18’ Ducksch 87’ (rig.) Füllkrug |

| Arbitro: | Hartmann (Wangen) |

|  |           |                                 |
|  | Marcatori | 36’ Ingvartsen 66’ Lee Jae-sung |

| Arbitro: | Dankert |

|                             |           |  |
| Kübler 56’ Grifo 80’ (rig.) | Marcatori |  |

| Arbitro: | Reichel |

|              |           |  |
| Füllkrug 85’ | Marcatori |  |

| Arbitro: | Brych |

|                          |           |             |
| Füllkrug 30’ Ducksch 76’ | Marcatori | 89’ Drexler |

| Arbitro: | Robert Hartmann (Wangen) |

|                                                      |           |          |
| Musiala 6’ Gnabry 22’, 28’, 82’ Goretzka 26’ Tel 84’ | Marcatori | 10’ Jung |

| Arbitro: | Jöllenbeck |

|          |           |                              |
| Groß 56’ | Marcatori | 13’ André Silva 71’ Schlager |

| Arbitro: | Schröder |

|                                                                            |           |              |
| Maina 9’ Tigges 15’, 21’ Skhiri 30’, 54’ Huseinbašić 36’ Friedl 76’ (aut.) | Marcatori | 38’ Füllkrug |

| Arbitro: | Dankert |

|            |           |                         |
| Pieper 14’ | Marcatori | 18’ Haberer 46’ Behrens |

#### Girone di ritorno
| Arbitro: | Siebert (Berlino) |

|                          |           |             |
| Füllkrug 24’ (rig.), 77’ | Marcatori | 90’ Paredes |

| Arbitro: | Willenborg (Osnabrück) |

|  |           |                       |
|  | Marcatori | 59’ Stage 77’ Ducksch |

| Arbitro: | Brych (Monaco di Baviera) |

|  |           |                              |
|  | Marcatori | 67’ Bynoe-Gittens 85’ Brandt |

| Arbitro: | Dankert (Rostock) |

|                                 |           |  |
| Friedl 8’ (aut.) Kolo Muani 52’ | Marcatori |  |

| Arbitro: | Badstübner (Norimberga) |

|                                      |           |  |
| Füllkrug 29’ Schmidt 43’ Ducksch 59’ | Marcatori |  |

| Arbitro: | Zwayer (Berlino) |

|                       |           |           |
| Beljo 5’ A. Maier 46’ | Marcatori | 16’ Stage |

| Arbitro: | Aytekin (Oberasbach) |

|                                 |           |                                    |
| Ducksch 30’ Füllkrug 86’ (rig.) | Marcatori | 34’ Bakker 56’ Frimpong 83’ Hložek |

| Arbitro: | Reichel |

|                           |           |                  |
| M. Thuram 48’ Neuhaus 73’ | Marcatori | 65’, 89’ Ducksch |

| Arbitro: | Stegemann (Niederkassel) |

|            |           |                              |
| Pieper 76’ | Marcatori | 50’ Kramarić 52’ Baumgartner |

| Arbitro: | Brand |

|                          |           |                          |
| Ajorque 85’ Weiper 90+3’ | Marcatori | 87’ Stage 90+5’ Füllkrug |

| Arbitro: | Badstübner |

|             |           |                         |
| Philipp 46’ | Marcatori | 66’ R. Sallai 71’ Höler |

| Arbitro: | Schröder |

|                                  |           |                                 |
| Ngankam 68’ Lukebakio 79’ (rig.) | Marcatori | 6’, 27’, 51’ Ducksch 63’ Weiser |

| Arbitro: | Dankert |

|                                |           |             |
| Van den Berg 81’ Drexler 90+2’ | Marcatori | 18’ Ducksch |

| Arbitro: | Christian Dingert (Lebecksmühle) |

|             |           |                        |
| Schmidt 86’ | Marcatori | 62’ Gnabry 72’ L. Sané |

| Arbitro: | Badstübner |

|                               |           |                 |
| W. Orban 87’ Szoboszlai 90+6’ | Marcatori | 70’ Bittencourt |

| Arbitro: | Hartmann |

|            |           |            |
| Schmid 73’ | Marcatori | 36’ Tigges |

| Arbitro: | Ittrich |

|             |           |  |
| Khedira 81’ | Marcatori |  |

### DFB-Pokal
| Arbitro: | Siebert |

|           |           |                       |
| Heike 79’ | Marcatori | 43’ Schmid 73’ Weiser |

| Arbitro: | Willenborg |

|                                        |                      |                                              |
| Platte 22’ S. Conteh 42’               | Marcatori            | 65’ Bittencourt 84’ Weiser                   |
| Leipertz Justvan Muslija Srbeny Tachie | Tiri di rigore 5 – 4 | Füllkrug Veljković Schmidt Gruev Bittencourt |

## Statistiche

### Statistiche di squadra
| Competizione      | Punti | In casa | In casa | In casa | In casa | In casa | In casa | In trasferta | In trasferta | In trasferta | In trasferta | In trasferta | In trasferta | Totale | Totale | Totale | Totale | Totale | Totale | DR  |
| Competizione      | Punti | G       | V       | N       | P       | Gf      | Gs      | G            | V            | N            | P            | Gf           | Gs           | G      | V      | N      | P      | Gf     | Gs     | DR  |
| ----------------- | ----- | ------- | ------- | ------- | ------- | ------- | ------- | ------------ | ------------ | ------------ | ------------ | ------------ | ------------ | ------ | ------ | ------ | ------ | ------ | ------ | --- |
| Bundesliga        | 36    | 17      | 5       | 2       | 10      | 26      | 28      | 17           | 5            | 4            | 8            | 25           | 36           | 34     | 10     | 6      | 18     | 51     | 64     | -13 |
| Coppa di Germania | -     | 0       | 0       | 0       | 0       | 0       | 0       | 2            | 1            | 1            | 0            | 4            | 3            | 2      | 1      | 1      | 0      | 4      | 3      | +1  |
| Totale            | -     | 17      | 5       | 2       | 10      | 26      | 28      | 19           | 6            | 5            | 8            | 29           | 39           | 36     | 11     | 7      | 18     | 55     | 67     | -12 |

### Andamento in campionato
| Giornata  | 1 | 2  | 3 | 4  | 5 | 6 | 7  | 8 | 9 | 10 | 11 | 12 | 13 | 14 | 15 | 16 | 17 | 18 | 19 | 20 | 21 | 22 | 23 | 24 | 25 | 26 | 27 | 28 | 29 | 30 | 31 | 32 | 33 | 34 |
| --------- | - | -- | - | -- | - | - | -- | - | - | -- | -- | -- | -- | -- | -- | -- | -- | -- | -- | -- | -- | -- | -- | -- | -- | -- | -- | -- | -- | -- | -- | -- | -- | -- |
| Luogo     | T | C  | T | C  | T | C | T  | C | T | C  | T  | C  | C  | T  | C  | T  | C  | C  | T  | C  | T  | C  | T  | C  | R  | C  | T  | C  | T  | T  | C  | T  | C  | T  |
| Risultato | N | N  | V | P  | V | P | N  | V | V | P  | P  | V  | V  | P  | P  | P  | P  | V  | V  | P  | P  | V  | P  | P  | N  | P  | N  | P  | V  | P  | P  | P  | N  | P  |
| Posizione | 8 | 10 | 9 | 10 | 8 | 9 | 10 | 8 | 5 | 9  | 11 | 8  | 7  | 7  | 9  | 10 | 11 | 10 | 8  | 11 | 11 | 9  | 11 | 11 | 11 | 11 | 11 | 12 | 12 | 12 | 12 | 12 | 12 | 13 |

Legenda:

Luogo: C = Casa; T = Trasferta. Risultato: V = Vittoria; N = Pareggio; P = Sconfitta.

### Statistiche dei giocatori
Sono in corsivo i calciatori che hanno lasciato la società a stagione in corso.

| Giocatore      | Bundesliga | Bundesliga | Bundesliga  | Bundesliga | DFB-Pokal | DFB-Pokal | DFB-Pokal   | DFB-Pokal  | Totale   | Totale | Totale      | Totale     |
| Giocatore      | Presenze   | Reti       | Ammonizioni | Espulsioni | Presenze  | Reti      | Ammonizioni | Espulsioni | Presenze | Reti   | Ammonizioni | Espulsioni |
| -------------- | ---------- | ---------- | ----------- | ---------- | --------- | --------- | ----------- | ---------- | -------- | ------ | ----------- | ---------- |
| F. Agu         | 3          | 0          | 0           | 0          | 0         | 0         | 0           | 0          | 3        | 0      | 0           | 0          |
| L. Bittencourt | 25         | 3          | 10          | 0          | 2         | 1         | 0           | 0          | 27       | 4      | 10          | 0          |
| L. Buchanan    | 21         | 1          | 2           | 0          | 2         | 0         | 0           | 0          | 23       | 1      | 2           | 0          |
| O. Burke       | 15         | 2          | 0           | 0          | 2         | 0         | 0           | 0          | 17       | 2      | 0           | 0          |
| F. Chiarodia   | 3          | 0          | 0           | 0          | 1         | 0         | 0           | 0          | 4        | 0      | 0           | 0          |
| E. Dinkçi      | 17         | 0          | 0           | 0          | 1         | 0         | 0           | 0          | 18       | 0      | 0           | 0          |
| M. Ducksch     | 34         | 12         | 4           | 0          | 1         | 0         | 0           | 0          | 35       | 12     | 4           | 0          |
| M. Friedl      | 30         | 0          | 8           | 1          | 1         | 0         | 0           | 0          | 31       | 0      | 8           | 1          |
| N. Füllkrug    | 28         | 16         | 4           | 0          | 2         | 0         | 1           | 0          | 30       | 16     | 5           | 0          |
| C. Groß        | 26         | 1          | 4           | 0          | 1         | 0         | 1           | 0          | 27       | 1      | 5           | 0          |
| I. Gruev       | 31         | 0          | 2           | 0          | 1         | 0         | 0           | 0          | 32       | 0      | 2           | 0          |
| A. Jung        | 34         | 2          | 2           | 0          | 2         | 0         | 0           | 0          | 36       | 2      | 2           | 0          |
| J.M. Mbom      | 2          | 0          | 0           | 0          | 0         | 0         | 0           | 0          | 2        | 0      | 0           | 0          |
| J. Pavlenka    | 33         | -61        | 1           | 0          | 2         | -3        | 0           | 0          | 35       | -64    | 1           | 0          |
| M. Philipp     | 15         | 1          | 1           | 0          | 0         | 0         | 0           | 0          | 15       | 1      | 1           | 0          |
| A. Pieper      | 29         | 2          | 9           | 0          | 2         | 0         | 1           | 0          | 31       | 2      | 10          | 0          |
| N. Rapp        | 7          | 0          | 0           | 0          | 1         | 0         | 0           | 0          | 8        | 0      | 0           | 0          |
| D. Salifou     | 1          | 0          | 0           | 0          | 0         | 0         | 0           | 0          | 1        | 0      | 0           | 0          |
| R. Schmid      | 27         | 1          | 3           | 0          | 2         | 1         | 0           | 0          | 29       | 2      | 3           | 0          |
| N. Schmidt     | 24         | 3          | 3           | 0          | 1         | 0         | 1           | 0          | 25       | 3      | 4           | 0          |
| J. Stage       | 32         | 3          | 5           | 0          | 2         | 0         | 0           | 0          | 34       | 3      | 5           | 0          |
| N. Stark       | 27         | 0          | 0           | 0          | 1         | 0         | 0           | 0          | 28       | 0      | 0           | 0          |
| M. Weiser      | 30         | 2          | 7           | 0          | 2         | 2         | 1           | 0          | 32       | 4      | 8           | 0          |
| M. Veljković   | 29         | 1          | 2           | 0          | 2         | 0         | 0           | 0          | 31       | 1      | 2           | 0          |
| M. Zetterer    | 2          | -3         | 0           | 0          | 0         | 0         | 0           | 0          | 2        | -3     | 0           | 0          |